# Wilhelm Deutsch
Wilhelm „Willi” Deutsch (ur. 10 listopada 1941 roku w Trewirze) – niemiecki kierowca wyścigowy.

## Kariera
Deutsch rozpoczął karierę w międzynarodowych wyścigach samochodowych w 1968 roku od startów w Formule 3 Hessenpreis, gdzie został sklasyfikowany na piętnastej pozycji. W późniejszych latach Niemiec pojawiał się także w stawce PR for Men Trophy, Francuskiej Formuły 3, Brytyjskiej Formuły 3 BRSCC Motor Sport Shell, Brytyjskiej Formuły 3 BRSCC John Player, Niemieckiej Formuły 3, Europejskiej Formuły 2 oraz XXXIX Internationales ADAC-Eifelrennen.
W Europejskiej Formule 2 Niemiec startował w latach 1975-1978. Jednak tylko w sezonie 1976 zdobywał punkty. Z dorobkiem czterech punktów uplasował się wtedy na dwunastej pozycji w klasyfikacji generalnej.